# Star Wars : Forces du destin
Star Wars Rebels Resistance
Star Wars : Forces du destin (Star Wars: Forces of Destiny) est une mini-série d'animation américaine en 32 épisodes de 3 minutes, diffusée entre le 3 juillet 2017 et le 25 mai 2018 sur YouTube. Par la suite, la série est diffusée dès le 9 juillet 2017 sur Disney Channel.
En France, la série est diffusée dès le 12 juillet 2017, également sur YouTube, et dès le 29 juillet 2017 sur Disney Channel.

## Synopsis
Forces du destin met en scène les héroïnes de Star Wars, dont Padmé Amidala, Ahsoka Tano, Jyn Erso, Hera Syndulla, Sabine Wren, Ketsu Onyo, Qi'ra, Leia Organa, Rey et Rose Tico, afin de les mettre en valeur dans des scènes d'actions pour prouver qu'elles peuvent aussi se débrouiller seules. Ces histoires se déroulent durant différentes époques de Star Wars.

## Fiche technique
Sauf indication contraire, les informations mentionnées dans cette section peuvent être confirmées par la base de données cinématographiques IMDb,  présente dans la section « Liens externes ».
- Titre original : Star Wars: Forces of Destiny
- Titre français : Star Wars : Forces du destin
- Réalisation : Brad Rau (supervision), Roque Ballesteros et Alan Lau
- Scénario : Jennifer Muro
- Direction artistique : Maritza Silvas
- Décors : Roque Ballesteros
- Montage : Debra Schaffner et Natasha Sauls
- Musique : Ryan Shore (en)[4]
- Casting : Lindsay Halper
- Production : Jacqui Lopez et Diane Tateishi
  - Production déléguée : Dave Filoni, Carrie Beck et Corinne Wong
  - Coproduction : Josh Rimes
- Sociétés de production : Lucasfilm Animation[5] et Ghostbot[6]
- Pays d'origine :  États-Unis
- Langue originale : anglais
- Format : couleur
- Genre : série d'animation, science-fiction
- Durée : 3 minutes

## Distribution

### Voix originales
- Ashley Eckstein : Ahsoka Tano
- Shelby Young : Leia Organa
- Daisy Ridley : Rey
- Catherine Taber : Padmé Amidala
- Vanessa Marshall : Hera Syndulla
- Tiya Sircar : Sabine Wren
- Felicity Jones (saison 1) puis Helen Sadler (saison 2) : Jyn Erso
- Lupita Nyong'o : Maz Kanata, narratrice
- John Boyega : Finn
- Tom Kane : Yoda
- Gina Torres : Ketsu Onyo
- Matt Lanter : Anakin Skywalker
- Mark Hamill : Luke Skywalker
- A. J. Locascio (en) : Han Solo
- Kiff VandenHeuvel (en) : Han Solo (âgé)
- Anthony Daniels : C-3PO
- Kelly Marie Tran : Rose Tico
- Ritesh Rajan : Tristan Wren
- Taylor Gray : Ezra Bridger
- Olivia Hack (en) : Qi'ra
- Jim Cummings : Hondo Ohnaka

### Voix françaises
- Olivia Luccioni : Ahsoka Tano
- Barbara Tissier : Leia Organa
- Jessica Monceau : Rey
- Sylvie Jacob : Padmé Amidala
- Carole Baillien : Hera Syndulla
- Mélanie Dermont : Sabine Wren
- Chloé Berthier : Jyn Erso
- Marie Tirmont : Maz Kanata, narratrice
- Diouc Koma : Finn
- Daniel Kenigsberg : Yoda
- Nathalie Hugo : Ketsu Onyo
- Emmanuel Garijo : Anakin Skywalker
- Alexandre Crépet : Luke Skywalker
- Patrick Béthune : Han Solo
- Jean-Claude Donda : C-3PO
- Kelly Marot : Rose Tico
- Grégory Praet : Tristan Wren
- Antonio Lo Presti : Ezra Bridger
- Victoria Grosbois : Qi'ra
- Philippe Résimont : Hondo Ohnaka

- Version française :
  - Société de doublage : Dubbing Brothers
  - Direction artistique : Hervé Bellon, Stéphane Marais, Hervé Rey et Aurélien Ringelheim
  - Adaptation des dialogues : Michel Berdah

 Source et légende : version française (VF) sur AlloDoublage

## Production
Après l'acquisition de Lucasfilm, en 2012, Robert Iger, PDG de Disney, décide d'étendre la franchise Star Wars afin d'élargir le public visé par celle-ci. Un projet dédié entre alors en développement en décembre 2015, vers la sortie de Star Wars, épisode VII : Le Réveil de la Force. Le 3 août 2016, la scénariste Jennifer Muro révèle qu'elle a commencé à travailler sur un nouveau projet, qui n'est pas encore diffusé, pour Lucasfilm. Le 23 septembre 2016, il est annoncé que Dave Filoni, superviseur de la réalisation de Star Wars: The Clone Wars et Star Wars Rebels, n'occupe plus ce poste afin de se focaliser sur le « développement futur de l'animation »,. Trois mois plus tard, le site AVSForum révèle que Lucasfilm a déposé une marque, nommée Star Wars: Forces of Destiny, qui pourrait être le titre du huitième film de la saga,.
Finalement, le 12 avril 2017, Lucasfilm annonce une mini-série d'animation, canon, qui prend le nom de la marque déposée,. Centrée sur les héroïnes de la franchise,, la série est diffusée sur la chaîne YouTube de Disney et sur Disney Channel dès juillet 2017. Kathleen Kennedy, présidente de Lucasfilm, déclare alors que « Forces du destin s'adresse à tous ceux qui ont été inspirés par l'héroïsme de Leia, le courage de Rey ou la ténacité d'Ahsoka »,. Lors de la Star Wars Celebration Orlando, deux jours après l'annonce de la série, celle-ci est présentée en avant-première avec la diffusion de l'épisode BB-8 et les bandits. À l'inverse de The Clone Wars et Rebels qui utilisent l'animation 3D, Forces du destin est conçue en 2D. Il s'agit du premier projet en 2D produit par Lucasfilm Animation, les précédentes séries utilisant cette technique, comme Droïdes, Ewoks et Clone Wars, ont été créées avant la création du studio.
Ce choix d'animation permet à Forces du destin de se démarquer des autres séries et, ainsi, de créer un style d'animation inédit. Filoni, qui participe également à la supervision de la série, désirait aussi travailler sur de la 2D. À l'exception de Natalie Portman et Emilia Clarke, qui ne sont pas impliquées dans la série, et de Carrie Fisher, décédée, toutes les actrices de la franchise reprennent leurs rôles. L'actrice Shelby Young remplace alors Fisher pour la princesse Leia, tandis que Catherine Taber reprend le rôle de Padmé Amidala qu'elle avait déjà interprétée dans The Clone Wars. Emilia Clarke est remplacée par Olivia Hack (en) pour le rôle de Qi'ra. Dès la deuxième saison, Helen Sadler remplace Felicity Jones dans le rôle de Jyn Erso. Le 14 octobre 2018, Tracy Cannobbio, chef de publicité de Lucasfilm, révèle qu'il n'y a pas de nouveaux épisodes de prévu.

## Épisodes
Forces du destin est diffusée pour la première fois le 3 juillet 2017, sur la chaîne YouTube de Disney, avec une sortie quotidienne des huit premiers épisodes. En octobre, les huit derniers épisodes de la saison sortent. Sur Disney Channel, la diffusion débute le 9 juillet 2017 avec deux épisodes. Par la suite, deux épisodes spéciaux, nommés Forces of Destiny: Volume 1 et Forces of Destiny: Volume 2, composés de huit épisodes chacun, sont diffusés sur la chaîne le 1er et 29 octobre 2017.

### Première saison (2017)
1. Les Dunes de Jakku (Sands of Jakku)[Note 3]
2. BB-8 et les bandits (BB-8 Bandits)[Note 3]
3. L'Évasion des Ewoks (Ewok Escape)[Note 4]
4. La Voie du Padawan (The Padawan Path)[Note 5]
5. Le Monstre de la base Echo (Beasts of Echo Base)[Note 4]
6. L'Imposteur infiltré (The Imposter Inside)[Note 6]
7. L'Étrangère (The Stranger)[Note 7]
8. L'Attaque des chasseurs de primes (Bounty of Trouble)[Note 8]
9. La Nouvelle recrue (Newest Recruit)[Note 9]
10. Problème de mouchard (Tracker Trouble)[Note 3]
11. Te former, je vais (Teach You, I Will)[Note 5]
12. La Parade du chasseur stellaire (The Starfighter Stunt)[Note 6]
13. Alliées de circonstances (Accidental Allies)[Note 10]
14. Le Festin Impérial (An Imperial Feast)[Note 11]
15. Un Happabore envahissant (The Happabore Hazard)[Note 3]
16. Accident de la route (Crash Course)[Note 9]

### Deuxième saison (2018)
En septembre 2017, une seconde saison est annoncée pour débuter en 2018. Les huit premiers épisodes de la saison sortent le 19 mars 2018 sur YouTube. À l'occasion du Star Wars Day, le 4 mai 2018, sept épisodes supplémentaires sortent. Le huitième épisode sort le 25 mai 2018 afin de célébrer la sortie de Solo: A Star Wars Story. Sur Disney Channel, à l'instar de la première saison, la deuxième est diffusée via deux épisodes spéciaux, nommés Forces of Destiny: Volume 3 et Forces of Destiny: Volume 4, composés de huit épisodes chacun, diffusés alors le 25 mars et le 25 mai 2018,.
1. Départ précipité (Hasty Departure)[Note 12]
2. Compagnie inattendue (Unexpected Company)[Note 6]
3. Navette en danger (Shuttle Shock)[Note 13]
4. Le Marché de Jyn (Jyn's Trade)[Note 7]
5. Cours, Rey, cours ! (Run Rey Run)[Note 3]
6. Chasse au chasseur de primes (Bounty Hunted)[Note 4]
7. La Bonne voie (The Path Ahead)[Note 14]
8. Problème de Porgs (Porg Problems)[Note 3]
9. Des recrues inattendues (Chopper and Friends)[Note 15]
10. Un malentendu monstrueux (Monster Misunderstanding)[Note 16]
11. Histoire de l'art (Art History)[Note 17]
12. Les Porgs ! (Porgs!)[Note 18]
13. Poursuite périlleuse (Perilous Pursuit)[Note 3]
14. Le Piège des Ewoks (Traps and Tribulations)[Note 4]
15. Une leçon désarmante (A Disarming Lesson)[Note 5]
16. Trahisons (Triplecross)[Note 19]

## Personnages

### Héroïnes principales
- Ahsoka Tano : Jedi togruta anciennement padawan d'Anakin Skywalker jusqu'à son départ de l'Ordre Jedi, Ahsoka est courageuse mais aussi têtue et téméraire.
- Padmé Amidala : D'abord élue Reine de la planète Naboo, Padmé devient ensuite Sénatrice. Elle s'inquiète très rapidement de la montée en puissance du mouvement séparatiste mais s'oppose à l'escalade qui déclenche la guerre des clones. Elle épouse en secret Anakin et mourra de désespoir à la fin de Star Wars, épisode III : La Revanche des Sith, lorsque Anakin basculera du Côté obscur.
- Hera Syndulla : Femelle twi'lek propriétaire et pilote du vaisseau Ghost, elle se bat contre l'Empire galactique. Forte, indépendante d'esprit et déterminée à mener ses missions jusqu'à la fin, Hera sert de mentor pour Sabine. Elle est la fille de Cham Syndulla, un révolutionnaire qui est apparu dans Star Wars: The Clone Wars.
- Sabine Wren : Mandalorienne spécialisée dans les explosifs et passionnée par l'art et le graffiti, Sabine a personnalisé son armure, ses cheveux et sa cabine à bord du Ghost. Elle laisse un graffiti partout où l'équipage du Ghost commet une action contre l'Empire galactique.
- Leia Organa : Fille adoptive de Bail Organa, l'un des chefs de l'Alliance rebelle, elle grandit sur la paisible planète Alderaan. Leia se lance très tôt dans la politique et rejoint secrètement les forces rebelles. Devenue la Sénatrice de sa planète, elle profite de son immunité diplomatique pour fédérer les opposants à l'Empire.
- Rey : Pilleuse d'épaves solitaire, abandonnée par sa famille et vivant sur la planète Jakku, elle va progressivement découvrir ses pouvoirs et contrôler la Force.
- Jyn Erso : Jeune fille violente, son passé est plutôt tourmenté. Elle est chargée par l'Alliance rebelle de collecter des informations sur l'Étoile de la mort, une arme de l'Empire, avec qui elle rêve de faire la guerre. Alors qu'elle opérait seule jusque-là, elle trouve en l'Alliance rebelle le moyen de frapper à plus grande échelle.
- Maz Kanata : Sage et généreuse, cette femme de plus de 1000 ans, connaissant le pouvoir de la Force, possède des relations dans toute la pègre de la galaxie. Prête à aider les bons qui lui demanderont, elle est la narratrice de cette série.
- Rose Tico : Jeune fille courageuse et téméraire, elle est membre de la Résistance et une amie de Finn. La mort de sa sœur, Paige Tico, l'encouragera à continuer sa lutte contre le Premier Ordre.
- Ketsu Onyo : La Mandalorienne et amie de Sabine Wren Ketsu Onyo intègre la Rébellion face à l'Empire Galactique après la fin de son clan et une carrière de chasseuse de primes auprès du gang du Soleil Noir.

### Personnages secondaires
- Anakin Skywalker : Jeune Chevalier Jedi intrépide, il est le maître d'Ahsoka Tano et l'Élu de la Force, mais il basculera du Côté obscur et deviendra le Seigneur Sith Dark Vador, serviteur de l'Empire galactique et bras droit de l'Empereur Palpatine.
- Yoda : Maître Jedi âgé d'environ 900 ans, Yoda est le plus sage et le plus puissant de l'Ordre Jedi. Après l'avènement de l'Empire galactique, il s'exile sur la planète Dagobah où il formera Luke Skywalker.
- Luke Skywalker : Fils d'Anakin Skywalker et apprenti d'Obi-Wan Kenobi et Yoda, il devient un Chevalier Jedi et combat la barbarie impériale grâce à la Force et ses amis de l'Alliance rebelle.
- Finn : Ancien Stormtrooper du Premier Orde ayant déserté, FN-2187, renommé Finn par Poe Dameron, deviendra un héros de la Résistance malgré sa constante peur.
- Han Solo : Contrebandier, rebelle puis résistant, Han Solo est le meilleur pilote de la galaxie avec pour vaisseau le célèbre Faucon Millenium.
- Chewbacca : Doué en mécanique, ce Wookiee est le copilote du fameux Faucon Millenium et le meilleur ami du contrebandier Han Solo.
- R2-D2 : Droïde astromécano, R2-D2 a vécu de nombreuses aventures dans l'histoire de la galaxie, notamment aux côtés d'Anakin Skywalker, de Luke Skywalker et bien sûr de C-3PO.
- BB-8 : Droïde astromécano de Poe Dameron, il restera à jamais fidèle à la Résistance, menant une guerre contre le Premier Ordre.
- Chopper : Droïde astromécano de la Twi'lek Hera Syndulla, C1-10P, alias Chopper, aide avec humour le groupe de Rebelles de Lothal.
- C-3PO : Droïde de protocole, C-3PO est le fidèle compagnon de R2-D2. Lors de la Guerre civile galactique, il était au service de la Princesse Leia Organa et de l'Alliance rebelle.
- Boushh : Chasseur de primes ubese, il travaillait pour le syndicat du crime le Soleil Noir, jusqu'à ce qu'il s'attaque à la Princesse Leia Organa et Maz Kanata sur Ord Mantell.
- IG-88 : Droïde assassin devenu chasseur de primes, IG-88 ne ressent pas d'émotions et servira celui qui le paiera le mieux.

## Produits dérivés
Une série de romans, basée sur certains épisodes de la série et éditée par Disney-Lucasfilm Press aux États-Unis, est publiée entre 2017 et 2018. En France, elle est éditée par la Bibliothèque rose. Par la suite, une compilation des romans est commercialisée le 1er janvier 2019 sur le sol américain.
1. Le Pouvoir de l'amitié (Daring Adventures: Volume 1), paru le 1er août 2017 aux États-Unis[31] et le 3 janvier 2018 en France[32] ;
2. Le Pouvoir du courage (Daring Adventures: Volume 2), paru le 3 octobre 2017 aux États-Unis[33] et le 2 mai 2018 en France[34] ;
3. Leia, Princesse Rebelle (The Leia Chronicles), paru le 2 janvier 2018 aux États-Unis[35] et le 16 août 2018 en France[36] ;
4. Les Chroniques de Rey (The Rey Chronicles), paru le 6 mars 2018 aux États-Unis[37] et le 28 novembre 2018 en France[38].

À l'été 2017, Hasbro commercialise des figurines dédiées à tous les personnages. Parallèlement, IDW Publishing publie une série de bandes dessinées en janvier 2018. Un album, qui réunit les cinq numéros sortis, sort le 24 avril 2018. En France, il est publié dès le 7 novembre 2018 par Delcourt. À l'occasion de la sortie en vidéo du film Coco, en février 2018, l'épisode L'Évasion des Ewoks est inclus en tant qu'aperçu de la série exclusivement sur l'édition Blu-ray.